# دانه‌پشمی
دانه‌پشمی (نام علمی: Comesperma) نام یک سرده از خانواده شیرآوریان است.